# Gamasiphoides setosus
Gamasiphoides setosus är en spindeldjursart som beskrevs av Wolfgang Karg 1976. Gamasiphoides setosus ingår i släktet Gamasiphoides och familjen Ologamasidae. Inga underarter finns listade i Catalogue of Life.